# The Final Lullaby
The Final Lullaby è un singolo del gruppo musicale olandese Epica, pubblicato il 16 settembre 2022 come primo estratto dal mini-album The Alchemy Project.

## Descrizione
Prima uscita del gruppo sotto la Atomic Fire Records, il brano ha visto la partecipazione del gruppo norvegese Shining (sebbene i soli Jørgen Munkeby e Ole Vistnes vi abbiano effettivamente preso parte) e rappresenta un incrocio tra lo stile sinfonico degli Epica con quello più alternative metal dei secondi. Sono del tutto assenti i cori lirici, mentre gli strumenti ad arco risultano considerevolmente ridotti; è invece presente un assolo di sassofono d'ispirazione jazz, suonato da Munkeby, che risulta anche il cantante principale insieme a Simone Simons. Nel brano sono centrali le chitarre, il basso e la batteria incalzante con ampio uso del doppio pedale e ritmiche fra power metal e hard rock. In generale, il brano è stato definito alternative metal da parte della critica specializzata.
Il bassista Rob van der Loo, autore principale del pezzo, ha detto di aver voluto scrivere dei riff tipici degli Shining, chiedendo a Munkeby e Vistnes di scrivere invece pensando agli Epica.

## Video musicale
Il giorno di pubblicazione del singolo è stato reso disponibile anche un videoclip ritraente immagini tratte dal concerto celebrativo del ventesimo anniversario degli Epica tenutosi il 3 settembre 2022 a Tilburg.

## Tracce
Testi di Jørgen Munkeby, Rob van der Loo e degli Epica, musiche di Jørgen Munkeby, Rob van der Loo, Ole Vistnes e degli Epica.
1. The Final Lullaby – 5:12

## Formazione
Hanno partecipato alle registrazioni, secondo le note di copertina di The Alchemy Project:
Gruppo
- Simone Simons – voce principale
- Mark Jansen – chitarra ritmica, grunt
- Isaac Delahaye – chitarra solista, ritmica e acustica
- Coen Janssen – sintetizzatore, pianoforte
- Rob van der Loo – basso
- Ariën van Weesenbeek – batteria

Altri musicisti
- Jørgen Munkeby – voce, cori, chitarra ritmica, sassofono tenore
- Marcela Bovio – cori
- Linda Van Summeren – cori
- Robin Assen – composizione strumenti ad arco
- Ben Mathot – primo violino
- Ian De Jong – primo violino
- Loes Dooren – secondo violino
- Sabine Torrico-Poiesz – secondo violino
- Mark Mulder – viola
- Adriaan Breunis – viola
- Marije De Jong – violoncello
- Elidh Maartin – violoncello

Produzione
- Joost van den Broek – produzione, ingegneria del suono, montaggio, missaggio
- Epica – produzione
- Jos Driessen – ingegneria del suono, montaggio
- Darius van Helfteren – mastering